# 590 Томіріс
590 Томіріс (590 Tomyris) — астероїд головного поясу, відкритий 4 березня 1906 року Максом Вольфом у Гейдельберзі.